# Hori Kento
Kento Hori (sinh ngày 13 tháng 6 năm 1982) là một cầu thủ bóng đá người Nhật Bản.

## Sự nghiệp câu lạc bộ
Kento Hori đã từng chơi cho Sagawa Shiga, Mito HollyHock và Verspah Oita.